# Сипченко, Наталья Викторовна
Наталья Викторовна Сипченко (род. 1947, Ленинград) — советская пловчиха. Чемпионка СССР и Европы в эстафете 4×100 м вольным стилем.

## Биография
Родилась в 1947 году в Ленинграде. Выступала под флагом общества «Динамо» (Ленинград) (1964—1966). Ученица заслуженного мастера спорта СССР и заслуженного тренера СССР К. И. Алёшиной.
Специализировалась в плавании вольным стилем. Входила в состав сборной СССР в 1965—1966 годах.
Чемпионка СССР 1965 в эстафете 4×100 м вольным стилем. Серебряная медалистка чемпионатов страны на дистанции 100 м вольным стилем (1965—1966), бронзовая медалистка на 200 м (1966).
Чемпионка и рекордсменка Европы в эстафете 4×100 м вольным стилем на XI чемпионате Европы 1966 года.
Окончила ленинградский Института физкультуры имени Лесгафта. 
Завершила спортивную карьеру в 1968 году.